# Dwingeloo-Radioteleskop
Das Dwingeloo-Radioteleskop nahe dem Dorf Dwingeloo in der Gemeinde Westerveld im Nordosten der Niederlande ist ein einschüsseliges Radioteleskop mit einem Durchmesser von 25 m. Baubeginn war im Jahr 1954, der Abschluss der Bauphase fiel ins Jahr 1956. Zu dieser Zeit war es das größte Radioteleskop der Welt.
Seit dem Jahr 2000 war es dann nicht mehr in Betrieb und wurde im August 2009 offiziell zu einem niederländischen Industriedenkmal erklärt. Im Juni 2012 wurde es zu Restaurierungszwecken abgebaut und im November 2012 wieder installiert.
Die Stiftung C.A. Muller Radio Astronomy Station kurz auch CAMRAS nahm in Zusammenarbeit mit dem Besitzer ASTRON das Radioteleskop dann wieder in Betrieb.
Paul Boven (JIVE, CAMRAS) nutzt das Teleskop zusammen mit Funkamateuren und Hobby-Radioastronomen für unterschiedliche Projekte. Eines davon ist das EME-Projekt (engl. auch moonbounce für Mondrückprall), bei dem Funkwellen am Mond reflektiert werden, um eine Extremreichweiten-Kommunikation via Funk zu gewährleisten.
Die Anlage des Dwingeloo-Radioteleskops beheimatet auch den Großteil des Personals des ASTRON und eine Testanlage für LOFAR.
Die beiden hier entdeckten Galaxien Dwingeloo 1 und Dwingeloo 2 wurden nach diesem Teleskop benannt.